# Habitatge al carrer Valls, 2 (Sant Hilari Sacalm)
L'Habitatge al carrer Valls, 2 és una obra de Sant Hilari Sacalm (Selva) inclosa a l'Inventari del Patrimoni Arquitectònic de Catalunya.

## Descripció
Habitatge entre mitgeres, situat al nucli urbà, al carrer Valls, número 2, just al costat del "Despatx de l'aigua".
La casa consta de planta baixa i dos pisos, amb un ràfec amb entramat de fusta i la teulada amb teula àrab.
A la planta baixa hi ha la porta d'entrada i tres finestres protegides per una reixa, en arc pla i brancal i llinda de pedra.
Al primer pis hi ha tres finestres en arc pla amb llinda i brancals de pedra, i amb un petit balcó amb una barana de ferro forjat. A la llinda d'una d'aquestes finestres hi ha una data: 1832.
Al segon pis hi ha un conjunt de finestres quadrangulars amb llinda, brancals i ampit de pedra.
Tota la façana està arrebossada i pintada d'un color ocre.